# میگل آنژل لوری
میگل آنژل لوری (فرانسوی: Miguel Ángel Lauri‎; ۲۹ اوت ۱۹۰۸ – ۲۶ سپتامبر ۱۹۹۴) بازیکن فوتبال اهل آرژانتین-فرانسه بود.
از باشگاه‌هایی که در آن بازی کرده‌است می‌توان به باشگاه فوتبال سوشو، باشگاه فوتبال پنیارول، باشگاه فوتبال استودیانتس، و باشگاه فوتبال پنیارول اشاره کرد.
وی همچنین در تیم‌های ملی فوتبال آرژانتین و فرانسه بازی کرده‌است.